# Campeonato Europeo de Judo de 1993
El XLI Campeonato Europeo de Judo se celebró en Atenas (Grecia) entre el 1 y el 2 de mayo de 1993 bajo la organización de la Unión Europea de Judo (EJU) y la Federación Helénica de Judo. 

## Medallistas

### Masculino
| Evento            | Oro                         | Plata                         | Bronce                                                |
| ----------------- | --------------------------- | ----------------------------- | ----------------------------------------------------- |
| –60 kg            | Nazim Hüseynov Azerbaiyán   | Jasan Bisultanov · Rusia      | Nigel Donohue Reino Unido Pavel Botev Bulgaria        |
| –65 kg            | Serguei Kosmynin · Rusia    | Vsevolods Zeļonijs Letonia    | Udo Quellmalz · Alemania · Fedor Lazarenko · Moldavia |
| –71 kg            | Vladimer Dgebuadze Georgia  | Tarlan Poladov Azerbaiyán     | Jorma Korhonen · Finlandia · Patrick Rosso · Francia  |
| –78 kg            | Darcel Yandzi Francia       | Soso Liparteliani Georgia     | Johan Laats · Bélgica · Alexei Timoshkin · Rusia      |
| –86 kg            | Pascal Tayot Francia        | Apti Magomadov Moldavia       | Alex Smeets · Países Bajos · Oleg Maltsev · Rusia     |
| –95 kg            | Stéphane Traineau Francia   | Thomas Etlinger · Austria     | Leonid Svirid · Bielorrusia · Antal Kovács · Hungría  |
| +95 kg            | Davit Jajaleishvili Georgia | David Douillet Francia        | Frank Möller · Alemania · Rafał Kubacki · Polonia     |
| Categoría abierta | Davit Jajaleishvili Georgia | Harry Van Barneveld · Bélgica | Yevgueni Pechurov · Rusia · Henry Stöhr · Alemania    |

### Femenino
| Evento            | Oro                                | Plata                       | Bronce                                                        |
| ----------------- | ---------------------------------- | --------------------------- | ------------------------------------------------------------- |
| –48 kg            | Jana Perlberg · Alemania           | Tatiana Kuvshinova · Rusia  | Martine Dupond Francia Hülya Şenyurt Turquía                  |
| –52 kg            | Almudena Muñoz Martínez · España   | Cécile Nowak Francia        | Elise Summers · Reino Unido · Alessandra Giungi · Italia      |
| –56 kg            | Nicola Fairbrother Reino Unido     | Tanja Münzinger · Alemania  | Nicole Flagothier · Bélgica · Anita Kubica · Polonia          |
| –61 kg            | Yael Arad Israel                   | Gella Vandecaveye · Bélgica | Diane Bell Reino Unido Cathérine Fleury Francia               |
| –66 kg            | Alice Dubois Francia               | Chloe Cowen Reino Unido     | Claudia Zwiers · Países Bajos · Emanuela Pierantozzi · Italia |
| –72 kg            | Laëtitia Meignan Francia           | Ulla Werbrouck · Bélgica    | Karin Kienhuis · Países Bajos · Kate Howey · Reino Unido      |
| +72 kg            | Monique van der Lee · Países Bajos | Svetlana Gundarenko · Rusia | Beata Maksymow · Polonia · Natalina Lupino · Francia          |
| Categoría abierta | Angelique Seriese · Países Bajos   | Natalina Lupino Francia     | Irina Rodina · Rusia · Karin Kutz · Alemania                  |

## Medallero
| Núm. | País         | Oro | Plata | Bronce | Total |
| ---- | ------------ | --- | ----- | ------ | ----- |
| 1    | Francia      | 5   | 3     | 4      | 12    |
| 2    | Georgia      | 3   | 1     | 0      | 4     |
| 3    | Países Bajos | 2   | 0     | 3      | 5     |
| 4    | Rusia        | 1   | 3     | 4      | 8     |
| 5    | Alemania     | 1   | 1     | 4      | 6     |
| 5    | Reino Unido  | 1   | 1     | 4      | 6     |
| 7    | Azerbaiyán   | 1   | 1     | 0      | 2     |
| 8    | España       | 1   | 0     | 0      | 1     |
| 8    | Israel       | 1   | 0     | 0      | 1     |
| 10   | Bélgica      | 0   | 3     | 2      | 5     |
| 11   | Moldavia     | 0   | 1     | 1      | 2     |
| 12   | Austria      | 0   | 1     | 0      | 1     |
| 12   | Letonia      | 0   | 1     | 0      | 1     |
| 14   | Polonia      | 0   | 0     | 3      | 3     |
| 15   | Italia       | 0   | 0     | 2      | 2     |
| 16   | Bielorrusia  | 0   | 0     | 1      | 1     |
| 16   | Bulgaria     | 0   | 0     | 1      | 1     |
| 16   | Finlandia    | 0   | 0     | 1      | 1     |
| 16   | Hungría      | 0   | 0     | 1      | 1     |
| 16   | Turquía      | 0   | 0     | 1      | 1     |
|      | TOTAL        | 16  | 16    | 32     | 64    |